# Nanoscale Research Letters
A Nanoscale Research Letters egy 2006-os alapítású lektorált fizikai szakfolyóirat. Kiadója az Springer mely a folyóiratot havonta adja közre.

## Tartalma
A folyóirat lektorált, interneten szabadon hozzáférhető tartalmú kiadvány, melyet SpringerOpen licenc alatt tesznek közzé. Cikkei elsősorban a nanoméretű objektumokkal, nanoszerkezetekkal kapcsolatos tudományos és technikai témaköröket tárgyalják, ezen témákon belüli eredeti kutatási eredményeket közölnek. 
Szakcikkeket az alábbi kategóriákban adnak közre:
- Nano Express: friss, eredeti kutatási eredmények rövid közleményei.
- Nano Ideas: nem elsősorban az eredeti eredmények közlésére, inkább korábbi kutatások összefoglalására, magyarázatára szolgáló cikkek.
- Nani Commentaries: főleg meghívásos közlemények, melyek egy-egy témakör összefoglalását adják (angol kifejezéssel review-cikkek).

## Tudománymetrikai adatai
| Mérőszám                                                | 2015  |
| ------------------------------------------------------- | ----- |
| Összes publikáció                                       |       |
| Impaktfaktor (hatástényező)                             | 1,99  |
| Az impaktfaktor ötéves átlaga (five-year impact factor) |       |
| Közvetlenségi index (immediacy index)                   | 0,32  |
| Az idézések felezési ideje (cited half-life)            | 3,30  |
| EigenFactor-pontszám                                    | 0,03  |
| A cikkek hatása (Article Influence Score)               | 0,68  |
| CiteScore                                               |       |
| (Source-Normalized Impact per Page, SNIP)               |       |
| SCImago-rang (SJR)                                      | 0,538 |
| 1. 2. 3. 4. 5. 6. 7.                                    |       |